# De Nieuwe Gids (België)
De Nieuwe Gids was een Nederlandstalig katholiek Belgisch dagblad.

## Geschiedenis
De krant werd uitgegeven door De Gids N.V. van 12 april 1947 tot 1950. Het ging om een nieuwe naam voor de krant De Nieuwe Standaard (1945-1947), die verscheen als opvolger van De Standaard. De eigenaars van De Standaard N.V. konden zich echter niet verzoenen met de redactionele lijn van De Nieuwe Standaard inzake collaboratie en repressie (breekpunt was de berichtgeving over de terechtstelling van August Borms) en eisten hun titel terug. In april 1947 verscheen de krant voor het eerst onder de nieuwe titel De Nieuwe Gids. Tegelijk werd de Gids-versie van Het Nieuwsblad omgedoopt tot 't Vrije Volksblad. Een Antwerpse versie verscheen onder de titel De Antwerpse Gids.
Er ontstond een concurrentiestrijd tussen De Standaard en De Nieuwe Gids, waarbij de doorslag werd gegeven door de stripverhalen van Suske en Wiske. Het avontuur De zwarte madam, waarvan de publicatie was begonnen in De Nieuwe Standaard, liep gewoon verder in De Nieuwe Gids. Bij wijze van compromis werd het nieuwe avontuur De koning drinkt gelijktijdig gepubliceerd in De Nieuwe Gids en De Standaard. Willy Vandersteen koos echter vanaf het verhaal Prinses Zagemeel voor exclusiviteit bij De Standaard. De Nieuwe Gids reageerde hierop door de tekenaar Marc Sleen een strip te laten maken over De avonturen van detectief Van Zwam.
De populaire editie 't Vrije Volksblad werd in de lente van 1948 kosteloos overgenomen door Het Nieuws van den Dag. Begin 1950 werd De Nieuwe Gids overgenomen door Het Volk. Hierna werd het een kopblad van Het Volk tot 1995, toen de titel verdween bij de overname van Het Volk door de Vlaamse Uitgeversmaatschappij, onder meer uitgever van De Standaard.

## Redactie

### Hoofdredacteur
- Jan de Spot (12 april 1947 - 1 november 1950)